# Cratere Argas
Argas  è un cratere sulla superficie di Marte.